# Stoofstraat (Brussel)

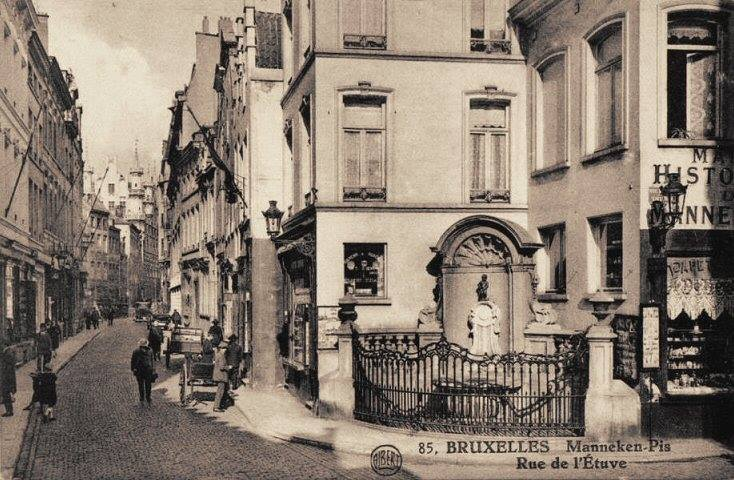
Zicht op de Stoofstraat met Manneken Pis anno 1880

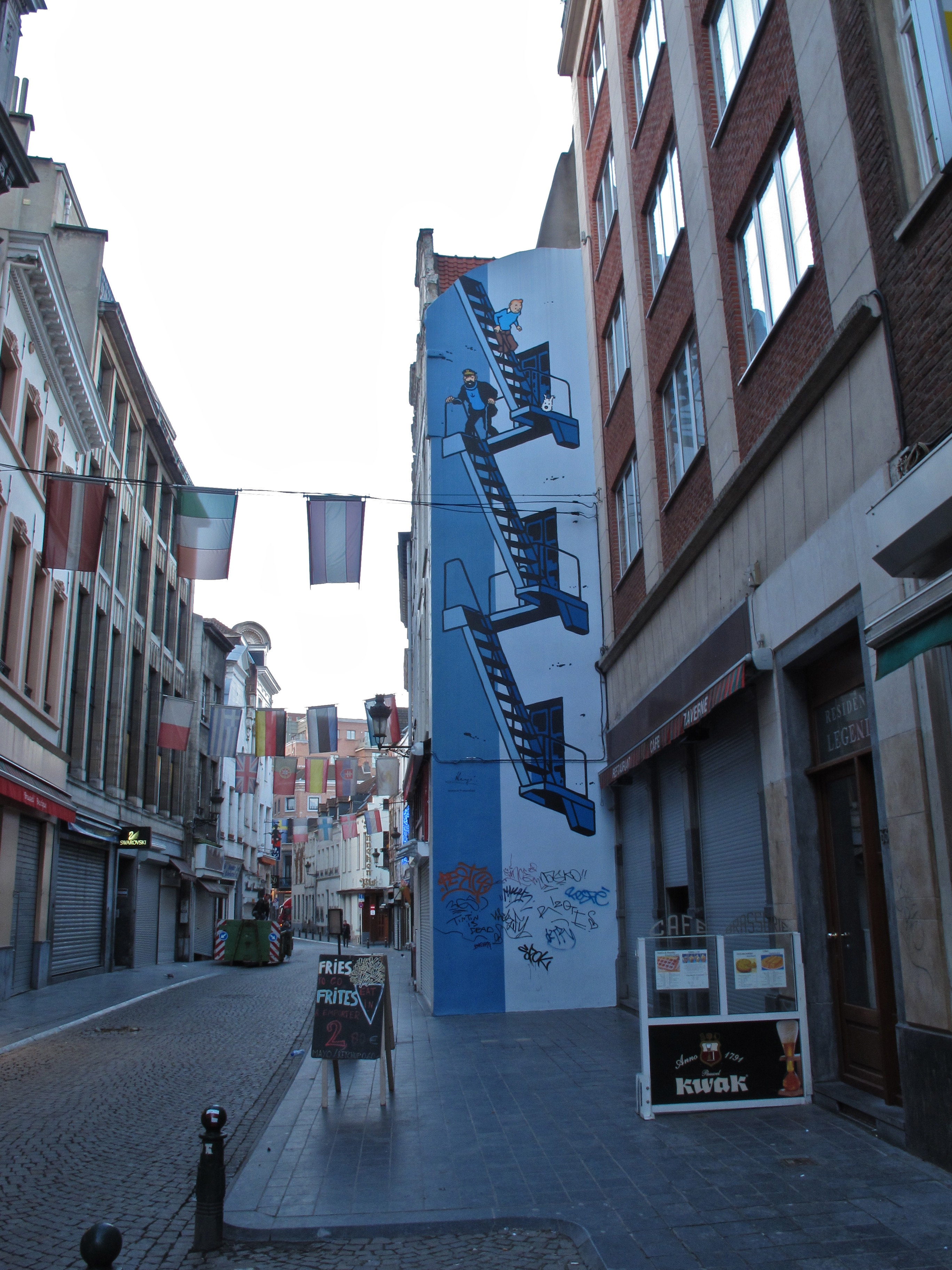
Stoofstraat anno 2011, met de stripmuur van Kuifje

De Stoofstraat (Frans: Rue de l'Etuve) is een straat in het centrum van Brussel, op circa 100 meter van de Grote Markt. In deze toeristische straat staat op de hoek met de Eikstraat het standbeeld van Manneken Pis.
De straat ligt in het verlengde van de Priemstraat en de Karel Bulsstraat, die op de Grote Markt uitkomt.
Het oudste stuk van de straat loopt van de Vruntstraat tot aan de Eikstraat en staat al sinds het begin van de 13de eeuw bekend als de Stoefstraet. Het is waarschijnlijk de oudst bekende straatnaam in Brussel. Een andere naam die voor de straat werd gebruikt was  Bliederstraat. In het zuiden werd de straat in het begin van de 16de eeuw verlengd tot aan de Priemstraat en kreeg er - als nieuwe straat - de naam Nieuwstraat (niet te verwarren met onder meer de huidige Nieuwstraat) en later Steenhouwers straet, Nieuwe Karmelietenstraat en Papegaaistraat.
De naam komt van het woord "stoof", dat destijds stond voor een soort badhuis, dat vaak dienstdeed als bordeel. In de 14de eeuw zouden er zo minstens drie in deze straat hebben gestaan. De alternatieve naam Bliederstraat verwijst hier mogelijk ook naar. Die komt waarschijnlijk van "bliden", vrolijk worden, wat in de badstoven de bedoeling was.
Net als veel andere Brusselse straten kreeg ook deze straat een tweede naam die refereert aan strips. Die naam luidt Mafaldastraat, genoemd naar de stripreeks Mafalda van Quino. Daarnaast is er in de straat ook een stripmuur te vinden met een scène uit De zaak Zonnebloem van De avonturen van Kuifje.
In de Stoofstraat staan 21 gebouwen die door het gewest opgenomen zijn in de inventaris van het bouwkundig erfgoed.
In 2019 verhuisde het Brusselse chocolademuseum Choco Story naar deze straat en sinds 25 april 2025 bevindt zich er het Frietmuseum.